# CotEditor
CotEditor是一个自由的纯文本编辑器，可以在macOS上运行。

## 主要功能
- 语法高亮
- 瞬间启动
- 正则表达式搜索和替换
- 基于GUI的配置功能
- 自动备份
- 大纲菜单
- 字符信息显示
- 分割编辑
- 脚本
- 检测不兼容的字符